# Ruyuan
Ruyuan, även romaniserat Yüyüan, är ett autonomt härad för yao-folket i Shaoguans stad på prefekturnivå i provinsen Guangdong i sydöstra Kina. Det ligger omkring 190 kilometer norr om provinshuvudstaden Guangzhou.
Ruyuan är indelat i nio köpingar och två administrativa enheter på sockennivå.
Köpingar (zhen):

- Bibei (必背镇)
- Dabu (大布镇)
- Daqiao (大桥镇)
- Dongping (东坪镇)
- Guitou (桂头镇)
- Luoyang (洛阳镇)
- Rucheng (乳城镇)
- Yiliu (一六镇)
- Youxi (游溪镇)

Administrativa enheter på sockennivå:
- Ruyang Linchang skogsbruk (乳阳林场)
- Tianjingshan Linchang skogsbruk (天井山林场)